# Wang Yang (lekkoatleta)
Wang Yang (chiń. 王扬; ur. 20 września 1996) – chiński lekkoatleta specjalizujący się w biegach płotkarskich.
W 2013 został wicemistrzem świata juniorów młodszych w biegu na 400 metrów przez płotki oraz odpadł w eliminacjach biegu płotkarskiego na dystansie 110 metrów. 

## Osiągnięcia
| Rok  | Impreza                               | Miejsce | Konkurencja                | Pozycja         | Wynik |
| ---- | ------------------------------------- | ------- | -------------------------- | --------------- | ----- |
| 2013 | Mistrzostwa świata juniorów młodszych | Donieck | bieg na 110 m przez płotki | el. – . miejsce | 36,87 |
| 2013 | Mistrzostwa świata juniorów młodszych | Donieck | bieg na 400 m przez płotki | 2. miejsce      | 50,78 |